# Chlamydophila pneumoniae
Chlamydophila pneumoniae is een intracellulaire bacterie die de longen aantast. Een aantal verschijnselen zijn kenmerkend voor deze bacterie:
- Keelpijn
- Hoesten
- Vermoeidheid (geestelijk en fysiek)

Uiteindelijk heeft deze ziekte longontsteking tot gevolg. Het wordt aannemelijk geacht dat patiënten uit kwetsbare groepen, zoals ouderen, bij een chronisch verloop van de aandoening een verhoogd risico lopen op het ontstaan van de ziekte van Alzheimer en op atherosclerose (dichtslibben van bloedvaten). Een direct verband is echter niet aangetoond.

## Verschijningsvorm
Chlamydophila pneumoniae bestaat uit twee verschillende vormen. Het elementair lichaampje is de besmettelijke vorm, die op een spore lijkt. Wanneer deze een cel binnenraakt transformeert deze in een reticulair lichaampje, dat metabool actief is en zich kan vermenigvuldigen.

## Ontstaan van de ziekte
Deze specifieke Chlamydophila bacterie komt alleen bij mensen voor. De bacterie verschuilt zich diep in de longen, in de longblaasjes. De bacterie kruipt in een cel van de longen als elementair lichaampje en transformeert zich dan in een reticulair lichaampje, dat zich kan vermenigvuldigen. De menselijke cel wordt verzwakt achtergelaten en de bacteriële kopieën zoeken nieuwe cellen. Op lange termijn ontstaat er longontsteking. Als de ziekte niet behandeld wordt, is er een grote kans dat men er chronische vermoeidheid aan overhoudt en kan ze zelfs tot de dood leiden.

## Besmetting en behandeling
De bacterie wordt vooral overgedragen door druppelinfectie (bijvoorbeeld door niezen) en via de handen. Besmetting kan worden voorkomen door direct contact met personen te vermijden en de handen te reinigen. De bacterie verstopt zich goed in het lichaam en is moeilijk te detecteren. Daarom is bloedonderzoek noodzakelijk om de ziekte vast te stellen.
Deze bacterie kent geen seizoensvariatie. Het laat endemische opstoten zien met elke 4 à 5 jaar een epidemie. Ongeveer 30 à 50 % van de mensen heeft antistoffen tegen deze bacterie.
De ziekte wordt overwegend behandeld door antibiotica en soms met andere behandelingsmethoden. Een kuur duurt tussen de 10 dagen en 2 weken en bestaat meestal uit macroliden of tetracyclines. Optimaal herstel van longen, lichaam en weerstand neemt na een succesvolle behandeling vaak nog enkele maanden tot een jaar in beslag, met vaak nodige herbehandeling.